# Leerberg

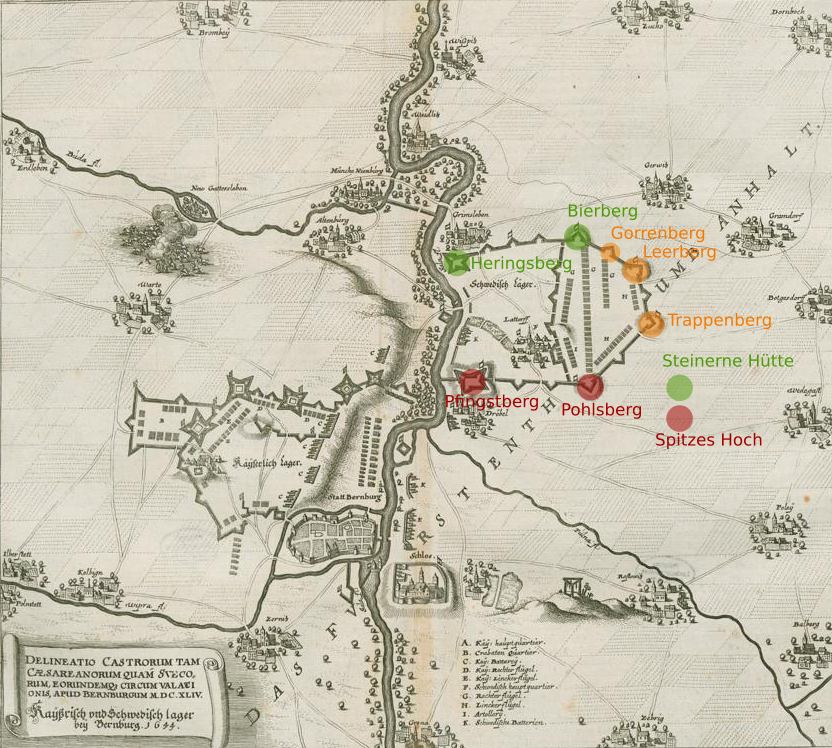
Prähistorische Grabmonumente bei Bernburg, die 1644 in die Befestigung eines schwedischen Heerlagers integriert wurden. Grün: Großsteingräber, rot: Grabhügel, orange: heute zerstörte Anlagen (vermutlich Grabhügel)

Der Leerberg oder Legerberg war eine künstliche Erhebung, wahrscheinlich ein vorgeschichtlicher Grabhügel bei Pobzig, einem Ortsteil von Nienburg (Saale) im Salzlandkreis (Sachsen-Anhalt).

## Lage
Der Hügel befand sich südöstlich von Pobzig, nördlich der ursprünglich nach Latdorf führenden Straße. Westlich seines einstigen Standorts befinden sich heute die Kalkteiche von Latdorf. In der näheren Umgebung existierten ursprünglich zahlreiche weitere vorgeschichtliche Grabmonumente, von denen heute nicht mehr alle erhalten sind. Einige hundert Meter nordwestlich lag der vermutliche Grabhügel Gorrenberg, weiter nordwestlich das Großsteingrab Bierberg, westlich das Großsteingrab Heringsberg, südlich der Galgenberg, der Trappenberg, das Großsteingrab Steinerne Hütte und der Grabhügel Spitzes Hoch sowie südwestlich die Grabhügel Pohlsberg und Pfingstberg.

## Geschichte des Hügels
Aus Karten des 17. Jahrhunderts geht hervor, dass der schwedische Feldherr Lennart Torstensson 1644 während des Dreißigjährigen Krieges bei Bernburg ein Heerlager errichtete, welches Latdorf umschloss und den Heringsberg, den Bierberg, (eventuell) den Gorrenberg, den Leerberg, den Trappenberg, den Pohlsberg und den Pfingstberg als Aussichtspunkte für die Bastionen der Befestigung nutzte.
Der Leerberg wurde 1833 von Heinrich Lindner unter dem Namen Legerberg noch als existent beschrieben und wurde wohl erst im 20. Jahrhundert vollständig abgetragen. Auf einem Messtischblatt von 1937 ist er noch verzeichnet. Vorgeschichtliche Funde sind nicht bekannt geworden.